# Lorraine Gary
Lorraine Gary, född 16 augusti 1937 i Forest Hills i Queens i New York, är en amerikansk före detta skådespelerska, mest känd i rollen som Ellen Brody i filmerna Hajen, Hajen 2 och Hajen 4. Hon medverkade även i filmerna 1941 och Car Wash.

## Uppväxt
Gary föddes i New York i USA och var dotter till Betty och George Gottfried. Hennes far var manager i underhållningsbranschen.
I tidig ålder flyttade Gary och familjen till Los Angeles där hon växte upp. Vid 16 års ålder vann hon pris som bästa skådespelerska i en tävling på teatern Pasadena Playhouse i Los Angeles där hon erbjöds en utbildningsplats, men hon valde istället att börja studera statsvetenskap vid Columbia University.

## Karriär
Efter att ha blivit medlem i Actors Studio, började Gary i slutet av 1960-talet att göra gästframträdanden i olika TV-program, bland annat Night Gallery, Dragnet (1968) i avsnittet "The Big Shipment", McCloud, pilotavsnittet av Kojak samt The F.B.I.. Sin första större roll fick hon när hon medverkade i sju avsnitt av TV-serien Brottsplats: San Francisco, bland annat i avsnittet "Tom Dayton Is Loose Among US" där hon spelade bibliotekarien Miss Kirk som pressar den labile Tom Dayton, och i avsnittet "In Search of an Artist" som en kvinna med alkoholproblem och misstänkt för inblandning i ett mord.
Förutom att skådespela var Gary även ägare i produktionsbolaget New Hope Productions som producerade TV-program.

## Mänskliga rättigheter
Gary är medlem i det rådgivande utskottet för kvinnors rättigheter inom Human Rights Watch. Som en del av detta producerade och regisserade hon en serie av 14 utbildningsfilmer. Hon är även medlem i den rådgivande styrelsen för det feministiska magasinet Ms. samt i Girls Learn International som är ett program inom organisationen Feminist Majority Foundation.
I och med sitt humanitära arbete tilldelades Lorraine Gary och hennes man en utmärkelse av Simon Wiesenthal-centret 1995.

## Privatliv
Den 19 augusti 1956, när Gary var 19 år gammal, gifte hon sig med Sidney Sheinberg, en VD inom nöjesbranschen, som hon fick sönerna Jonathan J. och William David med.
Efter att ha medverkat i filmen "1941" från 1979 lämnade hon skådespelaryrket, men återvände tillfälligt till branschen 1987 för att reprisera sin roll som Ellen Brody i den fjärde Hajen-filmen.
Båda hennes söner är filmproducenter.[källa behövs]

## Filmografi

### Film
| År   | Titel                                     | Roll             | Notering |
| ---- | ----------------------------------------- | ---------------- | -------- |
| 1975 | Hajen                                     | Ellen Brody      |          |
| 1976 | Car Wash - när man tvättar bilar och sånt | Hysterisk kvinna |          |
| 1977 | Ingen dans på rosor                       | Ester Blake      |          |
| 1978 | Zero to Sixty                             | Billy-Jon        |          |
| 1978 | Hajen 2                                   | Ellen Brody      |          |
| 1979 | Just You and Me, Kid                      | Shirley          |          |
| 1979 | 1941 – Ursäkta, var är Hollywood?         | Joan Douglas     |          |
| 1987 | Hajen 4                                   | Ellen Brody      |          |

### TV
| År      | Titel                               | Roll                              | Notering                                                         |
| ------- | ----------------------------------- | --------------------------------- | ---------------------------------------------------------------- |
| 1967    | Dragnet                             | Mrs. Frank                        | "The Big Shipment"                                               |
| 1967    | The Virginian                       | Martha Young                      | "Without Mercy"                                                  |
| 1968    | Brottsplats: San Francisco          | Nancy Lewin / Sjuksköterska Green | "All in a Day's Work", "Split Second to an Epitaph: Parts 1 & 2" |
| 1969    | Brottsplats: San Francisco          | Leona Stuart                      | "In Search of an Artist"                                         |
| 1969    | The Virginian                       | Laura                             | "The Stranger"                                                   |
| 1969    | The Name of the Game                | Carla Frazier                     | "Breakout to a Fast Buck"                                        |
| 1969    | The Bold Ones: The Protectors       | Margaret Sheehan                  | "A Case of Good Whiskey at Christmas Time"                       |
| 1970    | The Bold Ones: The New Doctors      | Dr. Marion Lester                 | "If I Can't Sing, I'll Listen"                                   |
| 1970    | McCloud                             | Joan Stanford                     | "Horse Stealing on Fifth Avenue"                                 |
| 1970    | San Francisco International Airport |                                   | "The High Cost of Nightmares"                                    |
| 1970    | The Virginian                       | Mrs. Nelson                       | "Hannah"                                                         |
| 1970    | Brottsplats: San Francisco          | Patricia Kirk / Elaine Potter     | "Tom Dayton Is Loose Among Us", "Noel's Gonna Fly"               |
| 1971    | The City                            | Victoria Ulysses                  | TV-film                                                          |
| 1971    | O'Hara, U.S. Treasury               | Mrs. Madrid                       | "Operation: Crystal Springs"                                     |
| 1971    | Owen Marshall, Counselor at Law     | Norma Pruitt                      | "A Lonely Stretch of Beach"                                      |
| 1971    | McMillan & Wife                     | Connie                            | "Husbands, Wives, and Killers"                                   |
| 1972    | McMillan & Wife                     | Monica Fontaine                   | "Cop of the Year"                                                |
| 1972    | Hec Ramsey                          | Bella Grant                       | "Mystery of the Green Feather"                                   |
| 1972    | Night Gallery                       | Barbara Morgan                    | "She'll be Company for You"                                      |
| 1973    | Owen Marshall: Counselor at Law     | Annie Harker                      | "They've Got to Blame Somebody"                                  |
| 1973    | Partners in Crime                   | Margery Jordan                    | TV-film                                                          |
| 1973    | ABC's Wide World of Entertainment   | Liz Elliott                       | "A Prowler in the Heart"                                         |
| 1973    | Brottsplats: San Francisco          | Ellen Wills                       | "Fragile Is the House of Cards"                                  |
| 1973    | The F.B.I.                          | Angela Norton                     | "The Confession"                                                 |
| 1973-74 | Kojak                               | Ruth Gardner                      | "The Marcus-Nelson Murders", "Marker to a Dead Bookie"           |
| 1974    | Pray for the Wildcats               | Lila Summerfield                  | TV-film                                                          |
| 1974    | Marcus Welby, M.D.                  | Jean Wainwright                   | "The Mugging"                                                    |
| 1974    | The Rookies                         | Lynn Corey                        | "Rolling Thunder"                                                |
| 1975    | Man on the Outside                  |                                   | TV-film                                                          |
| 1976    | Pilot                               | Myra Galen                        | "Pilot"                                                          |
| 1978    | Crash                               | Emily Mulwray                     | TV-film                                                          |